# Sparasion trjapitzini
Sparasion trjapitzini är en stekelart som beskrevs av Mikhail Vasilievich Kozlov och Kononova 2001. Sparasion trjapitzini ingår i släktet Sparasion och familjen Scelionidae. Inga underarter finns listade i Catalogue of Life.